# Ежедневник

Ежедневник — тетрадь для ведения ежедневных записок.

## История

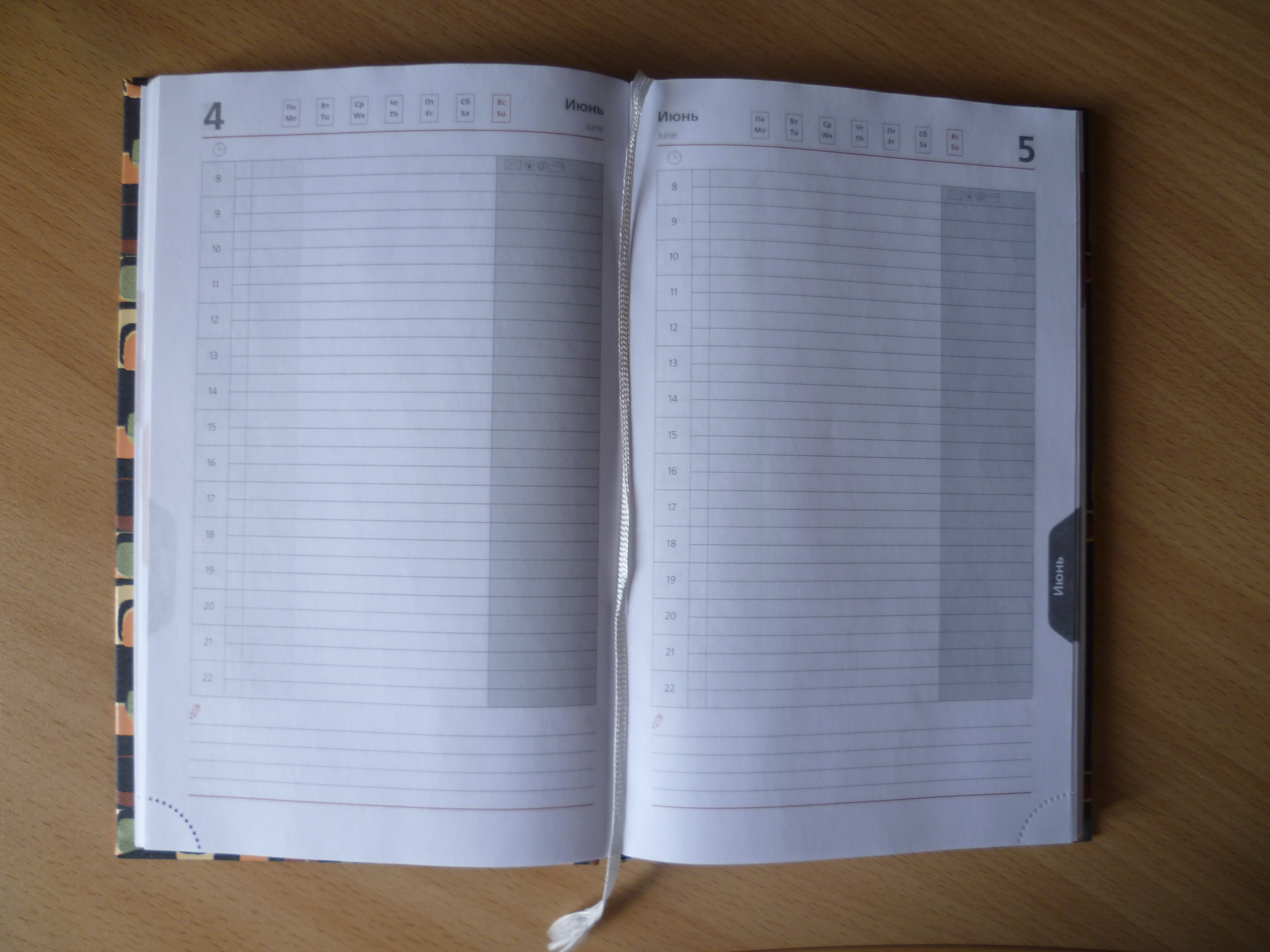
Развернутый ежедневник

В современном понимании — деловой (обыкновенно) блокнот, предназначенный для ежедневного ведения записей о делах, планах, результатах и прочих записях, связанных с ежедневной деловой деятельностью человека или компании/организации.
Наиболее популярными видами являются ежедневники в виде книги, в различном переплете. Одним из первых видов ежедневников, которыми пользовались Сартр, Пикассо, А. С. Куракин[уточнить], Ван Гог, Аполлинер, Матисс, Гертруда Стайн, Хемингуэй, Брюс Чатвин назван в честь прочного материала, который позволял «выживать» бумажному другу в различных условиях вместе со своим хозяином — Чертовой кожей (дословно англ. Moleskine — мех крота), молескиновыми робами могли в давние времена похвастаться ремесленники и золотоискатели.
Итальянские издатели очень гордятся тем, что являются исторической родиной ежедневников, и долгое время итальянский город Бергамо вместе с административным центром этой провинции — Миланом, считался не только европейским, а и мировым центром изготовления самых популярных марок ежедневников.
С конца XVII века и по сей день, наличие ежедневника свидетельствовало о значимости данной особы, а также подразумевало то, что в ежедневнике было что записывать. Это могли быть долговые обязательства, дела, налоговые ведомости и приказы распорядителям. Поэтому сам блокнот изготавливался со всеми регалиями и гербами, свойственными фамилии — по специальному заказу переплетных дел мастерами. Чаще всего переплетался в кожу, с большим количеством позолоты и содержал в своем первоначальном виде персональные данные владельца, где указано кому он принадлежит, куда и за какое вознаграждение следует вернуть ежедневник в случае его утери.
В наши дни ежедневник, и традиция его использования, получил широкое распространение, а сам принцип ведения списка дел и планирования времени перерос в целые направления по управлению временем (Тайм-менеджмент, Проектный-менеджмент).
В настоящее время ежедневники приобретают самые разнообразные формы исполнения, которые зависят от возможностей издателя. Встречаются даже ежедневники-раскраски. Да и значимость Итальянских производителей, как законодателей моды в данном вопросе, утратила силу. В СНГ уже существуют национальные производители, которые не уступают, а иногда и превосходят по качеству исполнения, аутентичным основателям традиции планирования.
Несмотря на все разнообразие — самым популярным остается ежедневник в виде книги в благородном твердом переплете, выполненным в мягкой коже, как правило снабженный дополнительной информацией для комфортной работы его владельца (коды телефонной связи, таблицы расстояний между местными областными центрами, конвертация единиц измерения, государственные и международные праздники, и т. п.), а также (только для датированных ежедневников) подготовленный для ведения ежегодного, ежемесячного, еженедельного и ежедневного расписания. Что, впрочем, не мешает существованию недатированных ежедневников, даты и события в которых проставляет сам владелец.

## Форматы
Наиболее традиционные форматы ежедневников: А5, А4. В этом плане каждый определяет для себя наиболее удобные размеры:
Ежедневник А4 - 21*29см - настольный вариант, т.к. носить такой ежедневник на встречи и деловые переговоры некомфортно.
Ежедневник А5 - 15*21см - самый популярный формат, т.к. позволяет легко носить ежедневник в портфеле или деловой сумке.
Помимо размеров, производство ежедневников предполагает выбор их внутреннего наполнения. Бумагу для них чаще всего берут плотностью 70-80 гр/м2, цветовая гамма чаще всего белая либо кремовая.
С развитием бизнес-среды в различных странах, ежедневник, из персонального продукта, продаваемого в розничных сетях, превращается в деловой сувенир, который принято дарить от лица компании лучшим клиентам или партнерам. Для этого рекламные агентства освоили различные методы брендирования и эксклюзивного исполнения ежедневников, с целью подчеркнуть имидж компании, которая совершает такой подарок, а также ценность подарка, и уважительное отношение к особе, которой такой подарок был преподнесен.
В наши дни ежедневники используются всё реже и вытесняются другими более универсальными средствами для планирования личного и рабочего времени, начиная от схожих по использованию ежедневников-планеров, до мобильных приложений, включающих в себя  планировщики задач и поручений.